# アカアシクワガタ

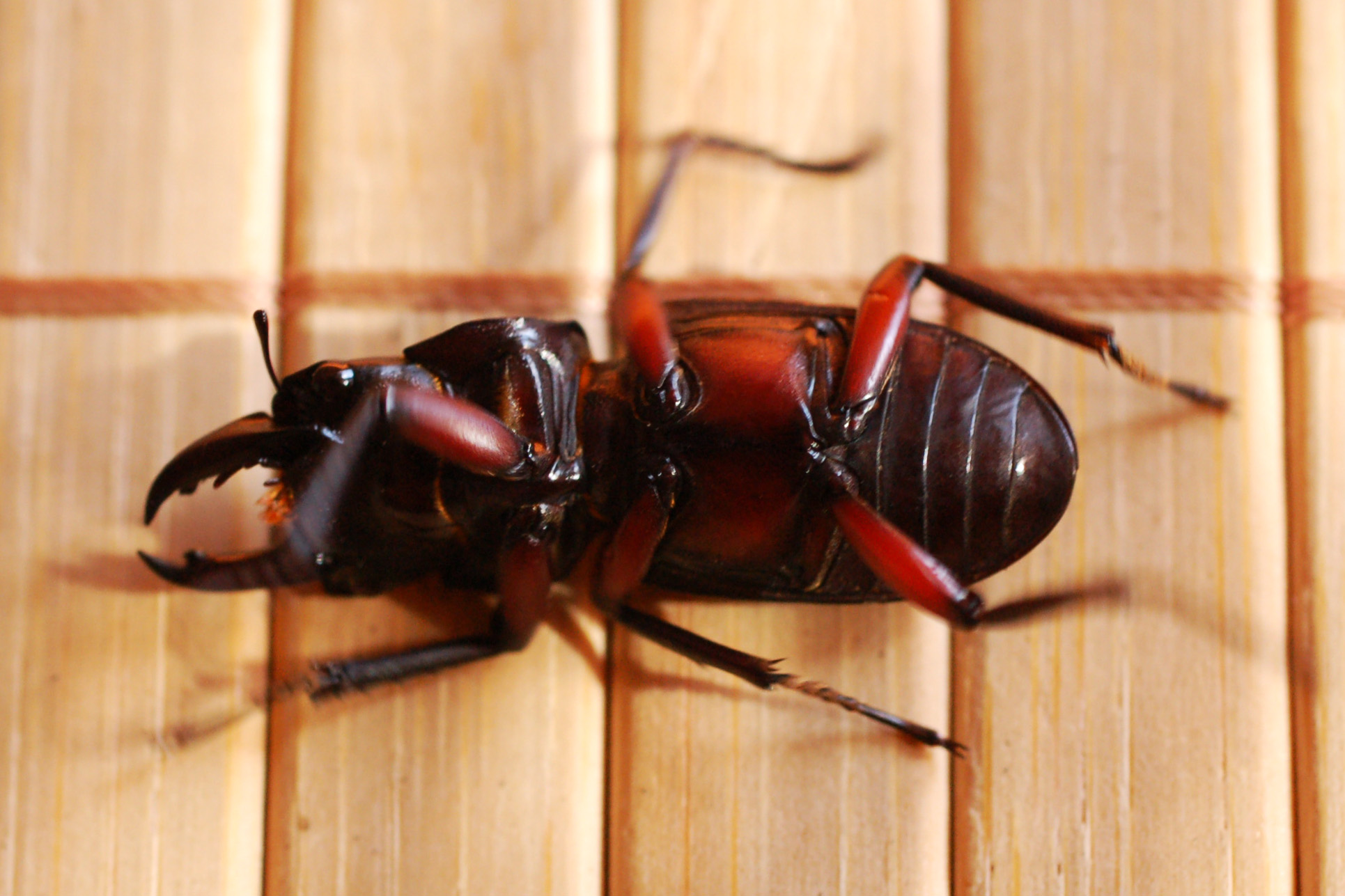
特徴的な腹面と脚の赤み

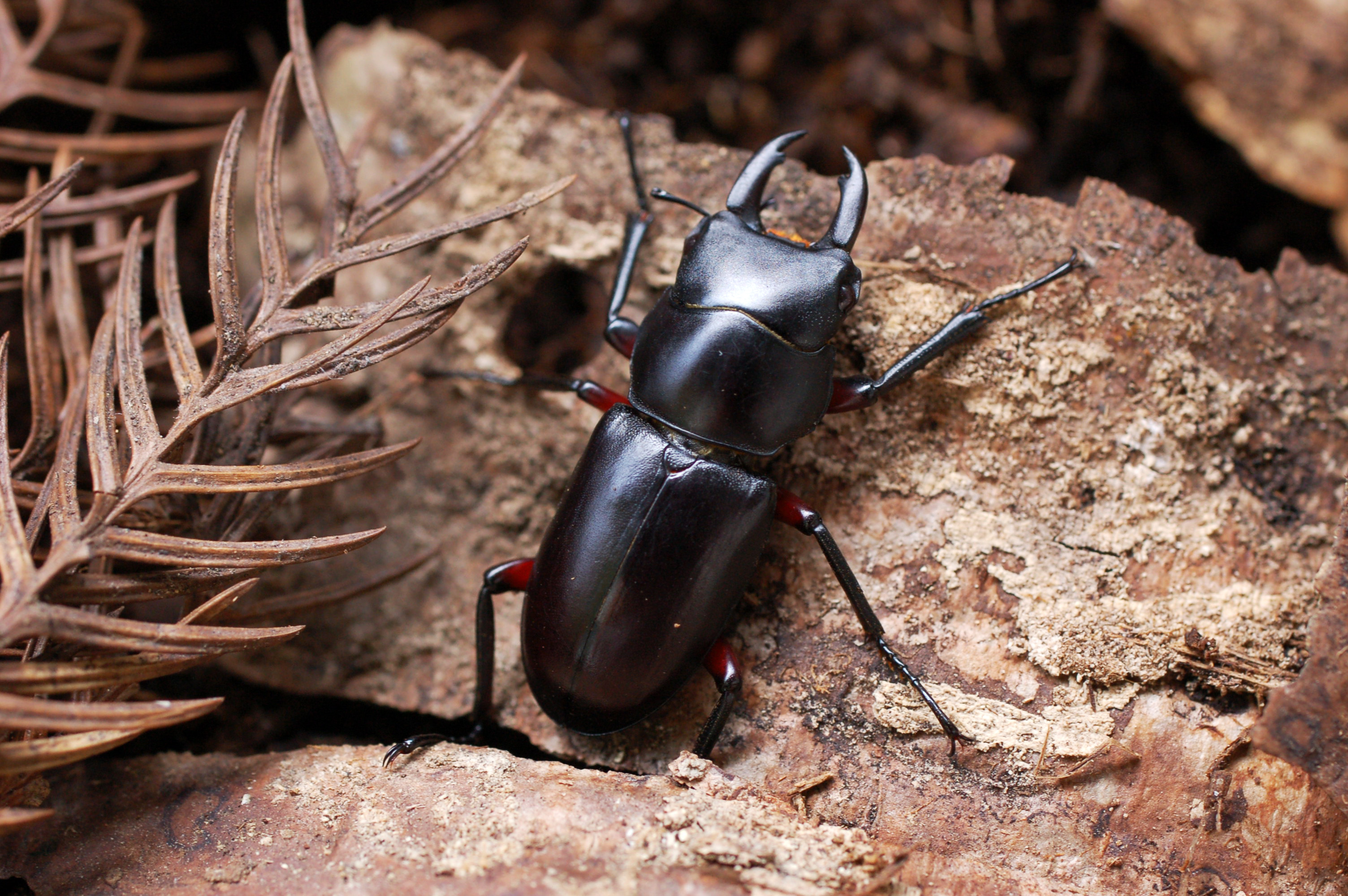
中型個体

アカアシクワガタ（赤脚鍬形虫 Dorcus rubrofemoratus）は、節足動物門昆虫綱甲虫目クワガタムシ科に属するクワガタムシの一種。

## 特徴
体長は♂21.8mm-58.5mm(飼育下最大体長59.5mm2009年)♀24.9mm-38.9mm(飼育下最大体長38.9mm2010年)で日本産のクワガタムシの中では中型である。和名の通り、脚(腿節、脛節)の下や腹面が赤みがかっていることが他のクワガタムシにはない本種の特徴となっている。

## 分布
沖縄県を除く日本全土に分布している。主に標高1,000m付近のブナ林に生息しているが、場所によっては100mから200mほどの雑木林にも生息している。
北海道ではそれ以下の標高の平地でも良く見られる。

## 生態
ヒメオオクワガタと同様に標高の高い場所を好む種だが、本州から九州の盆地帯や山沿いの平地にも局所的ながら多数みられ、北海道の平野でも普通である。また耐寒性も備えており、後述の様に他種の活動が衰える10月ごろまで観察される。
生態は同じく高山種のヒメオオクワガタと似ており、成虫は6月から10月ごろにかけて山地のヤナギやハンノキ、ダケカンバ、白樺などの若木の広葉樹の枝や細目の樹幹部分に集まって自らの顎で樹皮を齧り、そこから滲み出る樹液を餌にしている。主にこうした自発的に樹液を出させる行為は、より強力な顎を有するメスが行っている。その一帯に生えている木々に満遍なく集まるのではなく、限られた一部の木の枝先などに複数匹の個体が集中する事が多い。一方で生態の類似するヒメオオクワガタよりも生息場所や餌に融通が利く方で、高標高地域の個体と比較すると生態が多少異なる様だが、冷涼地域の平地や低山地では一般的なクワガタと同様にハルニレやクヌギ、コナラ、ミズナラなどの各種広葉樹の樹液にも集まって摂食する姿も見られる。また観察数は少ないながらもコクワガタやヒラタクワガタなどの様に樹液の流れる木の洞に潜む個体も見られる。同じドルクス属のコクワガタやスジクワガタなどと混棲するケースも多いが、基本的に平地よりも標高が高い地域を好むようであり、混棲種・競合種の多い低山では個体数は少ない。
幼虫はオオクワガタに似ているが、尾端の内容物が青黒っぽく見える。1-2年ほどで成虫となる。成虫はとくにブナ帯などだと夜間に灯火にたくさん集まるため採集者などからはバケツにアカアシなどといわれることもある。クワガタ属（ドルクス属）のクワガタムシでは珍しく、昼行性と飛翔性が強い種であり、灯火にも飛来する。

## 亜種
最近になり、中国から2亜種が記載されている。
アカアシクワガタ（基亜種）Dorcus rubrofemoratus (Vollenhoven, 1865)
分布：北海道・本州・四国・九州・松前小島・対馬・隠岐・佐渡・粟島・朝鮮半島・シベリア
アカアシクワガタ D. r. chenpengi (Li, 1992)
分布：中国遼寧省・朝鮮・ロシア
アカアシクワガタ D. r. miyamai Nagai et Okazaki, 2005
分布：中国四川省
この亜種は小型個体により記載された。

## 飼育
本種は他のクワガタムシよりも高標高帯に生息しているため、やや涼しい環境(夏場だと25℃以下)を好む以外には容易に飼育できる。なお幼虫は発酵マットでも菌糸ビンでも材飼育でも飼育できるが大型個体を羽化させるのはやや難易度が高いようである。
本種の野外個体は、その年に全て死んでしまうが、飼育下個体ならば他のクワガタ属のように越冬させることもできる。野外での寿命は数ヶ月ほどだが、前記のように、飼育下では1年以上生きる事がある。

## 近似種
海外のクワガタ属には、本種の近似種がいるが、本種のように脚部や腹部が赤い種はいない。
アローコクワガタ D. arrowi
インド北東部、ミャンマー東部、タイ北西部に生息。体長は最大70mmに達し、前羽根が赤色なのが特徴。
ヤマダクワガタ D. yamadai
台湾に生息。最大体長は65mmになり、本種よりも大型化する。体色は黒。